# The Singles Collection Volume 1
The Singles Collection, Volume 1 es una caja recopilatoria de la banda británica Queen, publicada el 17 de noviembre de 2008 a través de Parlophone Records. El álbum contiene versiones remasterizadas de los 13 primeros sencillos lanzados mundialmente por Queen, incluyendo su lado B.

## Lista de canciones
| Disco uno |                       |              |          |  |
| N.º       | Título                | Escritor(es) | Duración |  |
| 1.        | «Keep Yourself Alive» | Brian May    | 3:47     |  |
| 2.        | «Son and Daughter»    | May          | 3:20     |  |
| 7:07      |                       |              |          |  |

| Disco dos |                             |                 |          |  |
| N.º       | Título                      | Escritor(es)    | Duración |  |
| 1.        | «Seven Seas of Rhye»        | Freddie Mercury | 2:48     |  |
| 2.        | «See What a Fool I've Been» | May             | 4:31     |  |
| 7:19      |                             |                 |          |  |

| Disco tres |                                         |              |          |  |
| N.º        | Título                                  | Escritor(es) | Duración |  |
| 1.         | «Killer Queen»                          | Mercury      | 2:59     |  |
| 2.         | «Flick of the Wrist» (versión sencillo) | Mercury      | 3:21     |  |
| 6:20       |                                         |              |          |  |

| Disco cuatro |                                         |              |          |  |
| N.º          | Título                                  | Escritor(es) | Duración |  |
| 1.           | «Now I'm Here»                          | May          | 4:12     |  |
| 2.           | «Lily of the Valley» (versión sencillo) | Mercury      | 1:39     |  |
| 5:51         |                                         |              |          |  |

| Disco cinco |                                              |              |          |  |
| N.º         | Título                                       | Escritor(es) | Duración |  |
| 1.          | «Bohemian Rhapsody»                          | Mercury      | 5:55     |  |
| 2.          | «I'm in Love with My Car» (sencillo versión) | Roger Taylor | 3:12     |  |
| 9:07        |                                              |              |          |  |

| Disco seis |                         |              |          |  |
| N.º        | Título                  | Escritor(es) | Duración |  |
| 1.         | «You're My Best Friend» | Deacon       | 2:50     |  |
| 2.         | «'39»                   | May          | 3:30     |  |
| 6:20       |                         |              |          |  |

| Disco siete |                    |              |          |  |
| N.º         | Título             | Escritor(es) | Duración |  |
| 1.          | «Somebody to Love» | Mercury      | 4:56     |  |
| 2.          | «White Man»        | Mercury      | 4:59     |  |
| 9:55        |                    |              |          |  |

| Disco ocho |                                           |              |          |  |
| N.º        | Título                                    | Escritor(es) | Duración |  |
| 1.         | «Tie Your Mother Down» (sencillo versión) | May          | 3:45     |  |
| 2.         | «You and I»                               | Deacon       | 3:25     |  |
| 7:10       |                                           |              |          |  |

| Disco nueve: Queen's First E.P. |                                       |              |          |  |
| N.º                             | Título                                | Escritor(es) | Duración |  |
| 1.                              | «Good Old-Fashioned Lover Boy»        | Mercury      | 2:53     |  |
| 2.                              | «Death on Two Legs»                   | Mercury      | 3:43     |  |
| 3.                              | «Tenement Funster» (sencillo versión) | Taylor       | 2:59     |  |
| 4.                              | «White Queen (As It Began)»           | May          | 4:35     |  |
| 14:10                           |                                       |              |          |  |

| Disco diez |                        |              |          |  |
| N.º        | Título                 | Escritor(es) | Duración |  |
| 1.         | «We Are the Champions» | Mercury      | 2:59     |  |
| 2.         | «We Will Rock You»     | May          | 2:01     |  |
| 5:00       |                        |              |          |  |

| Disco once |                      |              |          |  |
| N.º        | Título               | Escritor(es) | Duración |  |
| 1.         | «Spread Your Wings»  | Deacon       | 4:34     |  |
| 2.         | «Sheer Heart Attack» | Taylor       | 3:27     |  |
| 8:01       |                      |              |          |  |

| Disco doce |                                         |              |          |  |
| N.º        | Título                                  | Escritor(es) | Duración |  |
| 1.         | «Bicycle Race»                          | Mercury      | 3:00     |  |
| 2.         | «Fat Bottomed Girls» (sencillo versión) | May          | 3:22     |  |
| 6:22       |                                         |              |          |  |

| Disco trece |                      |              |          |  |
| N.º         | Título               | Escritor(es) | Duración |  |
| 1.          | «Don't Stop Me Now»  | Mercury      | 3:29     |  |
| 2.          | «In Only Seven Days» | Deacon       | 2:29     |  |
| 5:58        |                      |              |          |  |